# Landgericht Aibling
Das Landgericht Aibling war ein von 1803 bis 1807 bestehendes und 1838 wiedererrichtetes bayerisches Landgericht älterer Ordnung mit Sitz in Aibling im heutigen Landkreis Rosenheim. Die Landgerichte waren im Königreich Bayern Gerichts- und Verwaltungsbehörden, die 1862 in administrativer Hinsicht von den Bezirksämtern und 1879 in juristischer Hinsicht von den Amtsgerichten abgelöst wurden.

## Geschichte
Das bayerische Landgericht Aibling (als Pflege- bzw. Land- und Marktgericht) wird bereits um das Jahr 1330 erwähnt. Es umfasste im 17. Jahrhundert folgende Ämter und Hofmarken:
Ämter
- Amt Kirchdorf am Haunpold
- Amt Aschhofen oder Peiss oder Feldkirchen
- Amt Föching
- Amt Waith
- Amt Au
- Amt Wasen

Hofmarken in geistlichem Besitz
- Klosterhofmark Aying
- Klosterhofmark Beyharting
- Klosterhofmark Fischbachau-Bayrischzell
- Hofmark Berbling
- Probstei Sankt Peter am Madron
- Klosterhofmark Thal
- Klosterhofmark Weyarn

Hofmarken in weltlichem Besitz
- Herrschaft Falkenstein
- Hofmark Brannenburg
- Hofmark Holzhausen
- Hofmark Redenfelden
- Hofmark Pang
- Hofmark Vagen
- Hofmark Maxlrain
- Hofmark Höhenrain
- Grafschaft Valley
- Hofmark Feldolling und Holzolling
- Hofmark Altenburg
- Hofmark Wattersdorf
- Hofmark Maxhofen oder Ainhofen

Sitze und Sedlhöfe
- Sitz Mooseck
- Sitz Reinthal
- Sitz Seilnstein
- Sitz Pullach
- Sitz Diepertskirchen

Sitze im Markt Aibling
- Sitz Sonnen
- Sitz Innerthann
- Sedlhöfe in Aibling

1803 wurde dem Landgericht Aibling das "provisorische" Landgericht Rosenheim zugeordnet. 1807 erfolgte eine weitere Umstrukturierung der Gerichtsbezirke. Es wurden die Bezirke Fischbach und Aibling vereinigt und der Sitz des Gerichts nach Rosenheim, in das sog. „Haus am Platz“, verlegt.
Nach der Wiedererrichtung 1838 nahm das Landgericht bis zu seiner Ablösung durch das Bezirksamt Rosenheim für die folgenden Gemeinden administrative Aufgaben war: Aibling, Au b.Bad Aibling, Beyharting, Dettendorf, Ellmosen, Feilnbach, Feldkirchen, Götting, Großhelfendorf, Großhöhenrain, Großkarolinenfeld, Hohenthann, Holzham, Kirchdorf a.Haunpold, Mietraching, Peiß, Tattenhausen, Tuntenhausen, Vagen, Wiechs, Willing.